# Dan Andersson (ekonom)
Dan Andersson, född 1948, är en svensk nationalekonom som bland annat varit LO:s chefsekonom mellan 2000 och 2008.

## Biografi
Andersson tog 1974 en fil. kand. vid Göteborgs universitet. Han var under sina studieår aktiv i Göteborgs socialdemokratiska studentförening. 
Han hade under perioden 1995–2015 många styrelseuppdrag, bland annat Riksförsäkringsverkets fondfullmäktige, Tredje och Fjärde AP-fonden, Nordeas koncernstyrelse, AMF och SE-bankens Allemansfond. Han har medverkat i flera statliga utredningar, bland annat SOU 1997:17, SOU 2005:4 samt Finansdepartementets arbetsgrupp Fler i Arbete.
Han var statssekreterare vid näringsdepartementet 1998–2000. Han var därefter LO:s chefsekonom mellan år 2000 och 2008, då han efterträddes av Lena Westerlund. Han är sedan 2008 frilansande och beskriver sig själv som "Utredare och författare med fokus på välfärd, fattigdom och demokrati".
Andersson gav 2022 ut boken Sjuk vård: diagnos av ett system i kris, där han inventerar och analyserar problem i svensk sjukvård. Han framhåller att mycket av dagens styrning av vården inte är förenlig med vårdens mål och de etiska grundprinciperna, bland annat de om människovärde och rättvisa.